# NGC 1644
NGC 1644 је расејано звездано јато у сазвежђу Златна риба које се налази на NGC листи објеката дубоког неба.
Деклинација објекта је - 66° 11' 49" а ректасцензија 4h 37m 39,6s. Привидна величина (магнитуда) објекта NGC 1644 износи 12,9 а фотографска магнитуда 12,5. NGC 1644 је још познат и под ознакама ESO 84-SC30.